# Lochmaeus turbida
Lochmaeus turbida är en fjärilsart som beskrevs av Walker 1865. Lochmaeus turbida ingår i släktet Lochmaeus och familjen tandspinnare. Inga underarter finns listade i Catalogue of Life.